# Ospedale Umberto I (Monza)
L'ospedale Umberto I è stato il principale nosocomio della città italiana di Monza. Realizzato grazie ad una cospicua donazione del re Umberto I di Savoia, a cui inizialmente fu intitolato, venne costruito su progetto dell'architetto Ercole Balossi Merlo. Strutturato a padiglioni "singoli e separati", disponeva alla sua apertura di 208 posti letto. L'ingresso principale si trova su Via Solferino. 
Persa progressivamente la sua funzione in favore dell'Ospedale San Gerardo, l'Umberto I è stato trasformato in poliambulatorio e ribattezzato Ospedale San Gerardo vecchio.

## Storia

### La donazione di re Umberto I

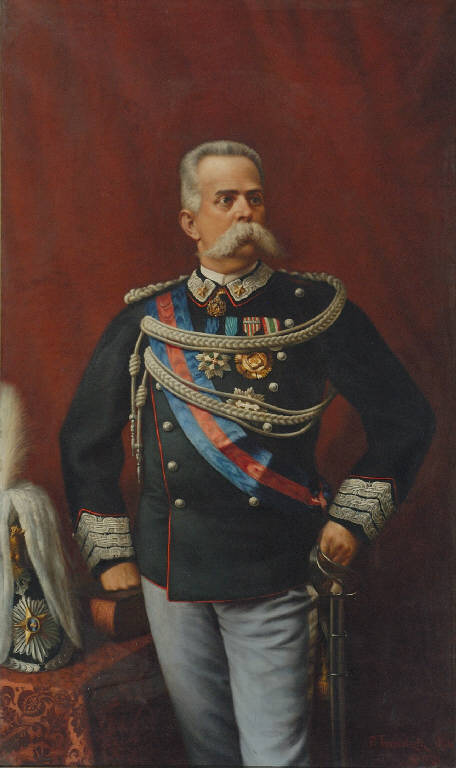
Ritratto di Umberto I di Savoia, re d'Italia di Pietro Tremolada, 1894. Questo dipinto fu commissionato per essere inserito all'interno della futura quadreria dei benefattori del nuovo Ospedale

Nel 1890 il re d'Italia Umberto I di Savoia destinò una cospicua somma per la realizzazione di un ospedale pubblico a Monza. Questo gesto, di grande valore simbolico e politico, intendeva rafforzare il legame della monarchia con la città e rispondere ai bisogni sanitari crescenti della popolazione urbana. La donazione venne accolta con entusiasmo e solennemente celebrata dalla comunità monzese, che decise di intitolare l'ospedale proprio al sovrano.

### La costruzione e l'inaugurazione (1893–1896)

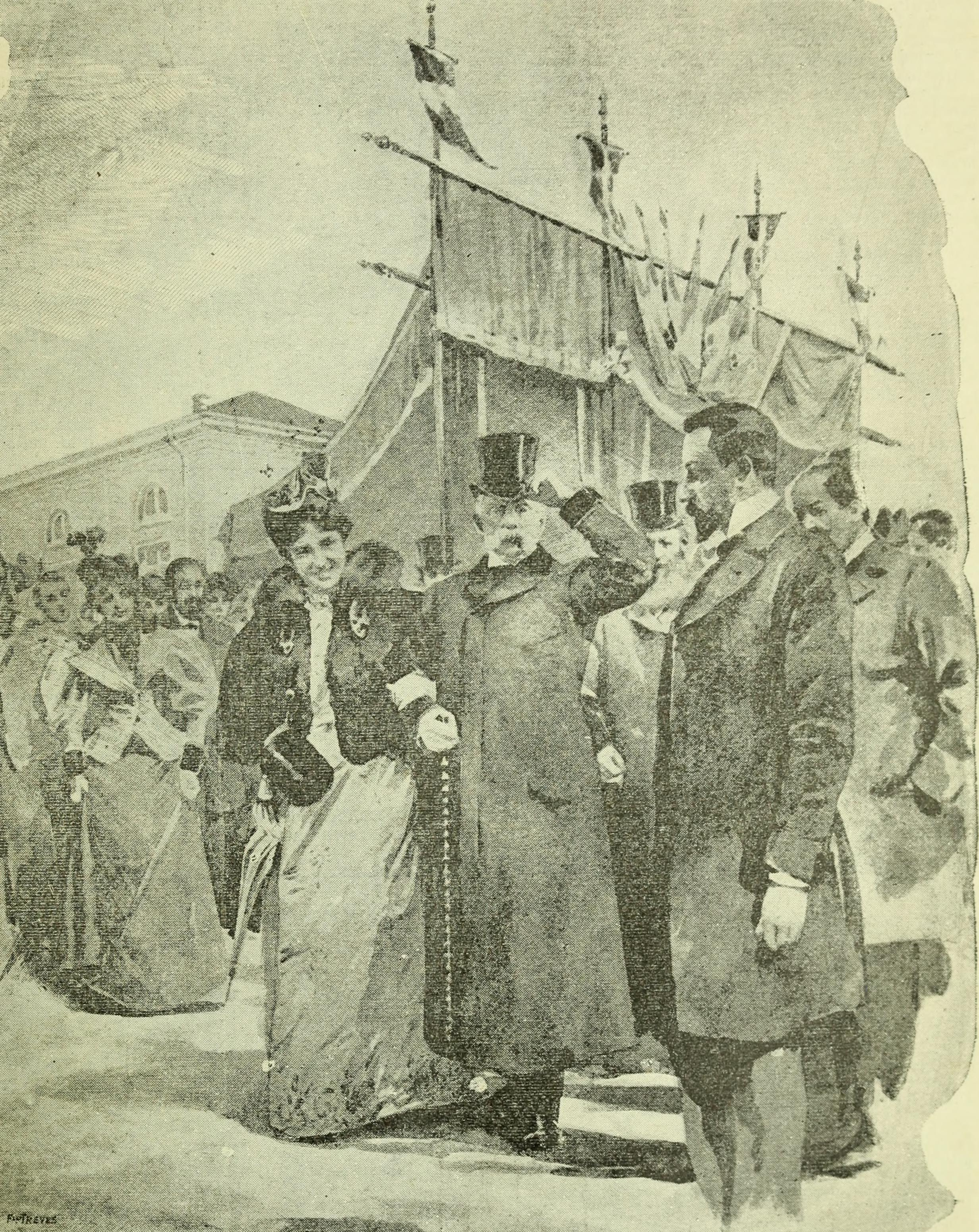
Il re Umberto I e la regina Margherita raffigurati in una stampa d'epoca mentre assistono all'inaugurazione del nuovo Ospedale

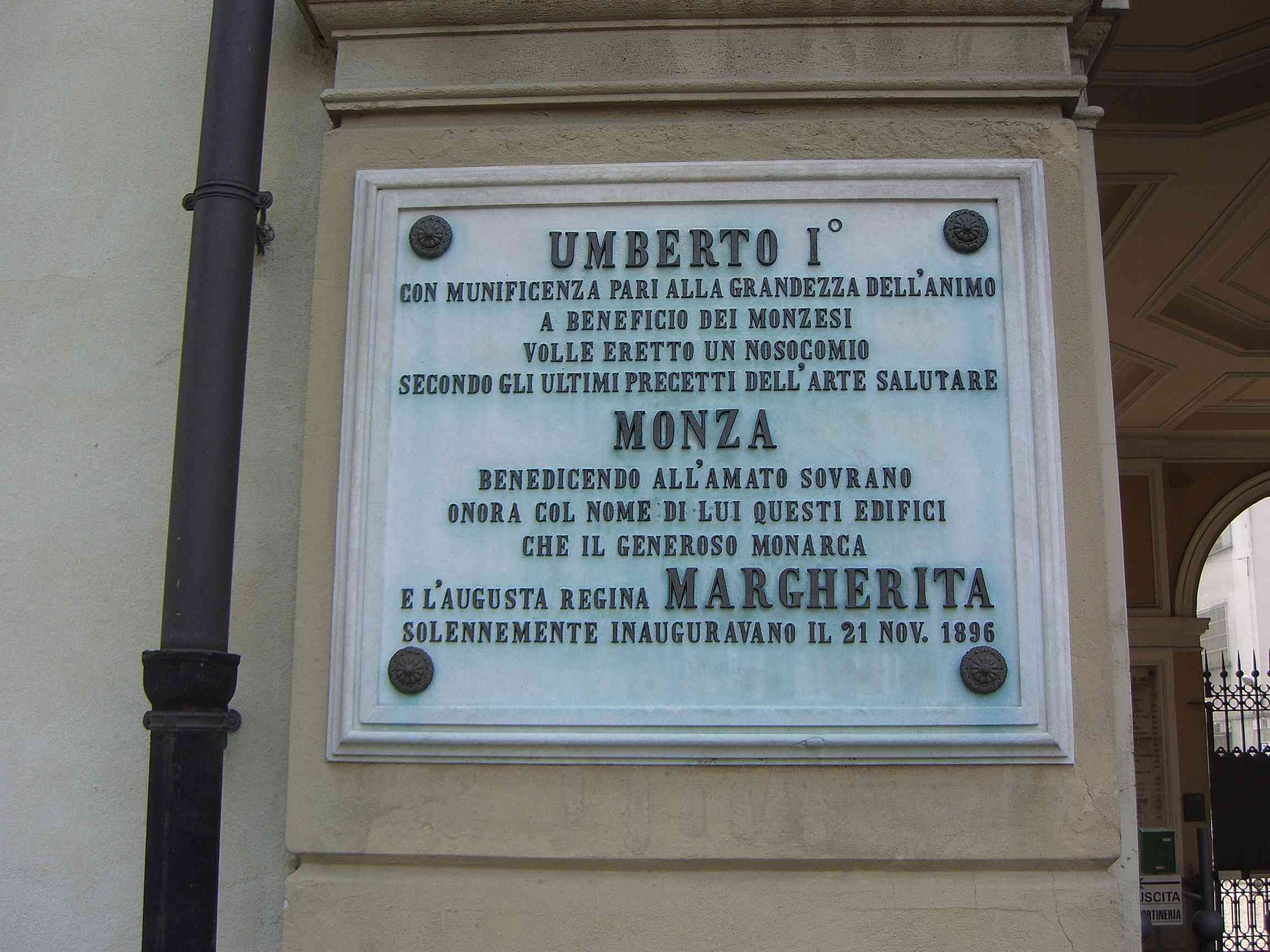
Targa commemorativa dell'inaugurazione dell'Ospedale

La progettazione dell'edificio fu affidata all'architetto milanese Ercole Balossi Merlo, noto per la sua adesione al linguaggio neoclassico e per l'attenzione funzionale dei suoi progetti. I lavori iniziarono nel 1893 e furono completati nel giro di tre anni. L'ospedale venne inaugurato ufficialmente il 21 novembre 1896, come ricorda una targa commemorativa ancora oggi visibile sulla facciata. L'edificio, imponente ma sobrio, presentava una pianta simmetrica e padiglioni separati per favorire l'isolamento dei pazienti e la salubrità degli ambienti, secondo i principi della medicina igienista dell'epoca.

### XX secolo
Nel corso del XX secolo, l'Ospedale Umberto I fu progressivamente ampliato e modernizzato. Durante la prima guerra mondiale, la struttura venne in parte adibita ad ospedale militare. Anche durante la seconda guerra mondiale l'ospedale fu coinvolto in operazioni di soccorso e cura, accogliendo feriti civili e militari. Il complesso ospedaliero, pur non essendo colpito direttamente dai bombardamenti, soffrì per la carenza di risorse e personale durante gli anni del conflitto.
Nel 1946, su spinta della comunità cittadina e della Curia diocesana, si decise di restituire all'ospedale il nome del suo originario ispiratore: San Gerardo dei Tintori, santo laico vissuto nel XII secolo e considerato il fondatore dell'assistenza ospedaliera a Monza. San Gerardo è tradizionalmente ritenuto l'artefice della prima forma di ospedale cittadino, situato presso la chiesa di San Gerardo al Corpo, e ancora oggi venerato come patrono dei malati e degli operatori sanitari della città.
Nel secondo dopoguerra, l'ospedale continuò a essere il principale presidio sanitario del territorio brianzolo, servendo un bacino d'utenza sempre più ampio. Vennero realizzate nuove ali, reparti specializzati e un poliambulatorio. Tuttavia, col passare del tempo, la struttura cominciò a mostrare i segni dell'inadeguatezza rispetto agli standard sanitari contemporanei: gli spazi erano limitati, gli impianti obsoleti e la logistica interna poco funzionale.

### La dismissione progressiva e le nuove destinazioni d'uso
A partire dagli anni '80 del Novecento, venne avviato un piano di trasferimento graduale delle attività sanitarie verso il nuovo Ospedale San Gerardo, situato in via Pergolesi, dotato di una struttura più moderna e adatta alle esigenze di un'utenza in crescita.
Nonostante la graduale dismissione, il complesso dell'Umberto I rimase attivo ancora per diversi decenni: fino al 2010 ospitò infatti alcuni reparti, tra cui ostetricia e ginecologia, oculistica e un pronto soccorso dedicato, rispondendo a un'esigenza territoriale intermedia. Questo lungo periodo di transizione si concluse definitivamente nel 2013, con lo spostamento anche delle ultime attività accademiche.
Fino all'anno accademico 2013-2014, alcune aule del corso di laurea in "Scienze dell'Organizzazione" della Facoltà di Sociologia dell'Università degli Studi di Milano-Bicocca trovarono spazio all'interno dell'ex ospedale, segnando una fase di parziale rifunzionalizzazione degli spazi.

### Le nuove destinazioni della struttura
Dopo il completo abbandono delle funzioni sanitarie, l'area del vecchio ospedale Umberto I è stata oggetto di un complesso processo di valorizzazione urbana. Il Comune di Monza, in collaborazione con enti pubblici e privati, ha avviato un piano di riqualificazione del sito, finalizzato a preservare il valore storico e architettonico del complesso e allo stesso tempo restituirlo alla cittadinanza con nuove funzioni.
Il progetto di riconversione ha previsto la trasformazione parziale degli edifici storici in spazi destinati a servizi sociali, culturali ed educativi, con l'obiettivo di integrare la memoria storica del luogo con le esigenze contemporanee della città. Alcuni padiglioni sono stati destinati ad accogliere archivi, fondazioni culturali e centri civici, mentre altri sono oggetto di interventi per ospitare spazi espositivi, biblioteche e aree per il coworking.
Nel 2023 è stato presentato un piano per l'apertura di un centro civico polifunzionale, destinato a diventare un punto di riferimento per i quartieri limitrofi, con una particolare attenzione ai giovani, agli anziani e ai servizi di prossimità. Sono inoltre in corso valutazioni per destinare parte dell'area a residenze universitarie, dato il legame con la Bicocca e la crescente domanda di alloggi per studenti a Monza.

## Struttura

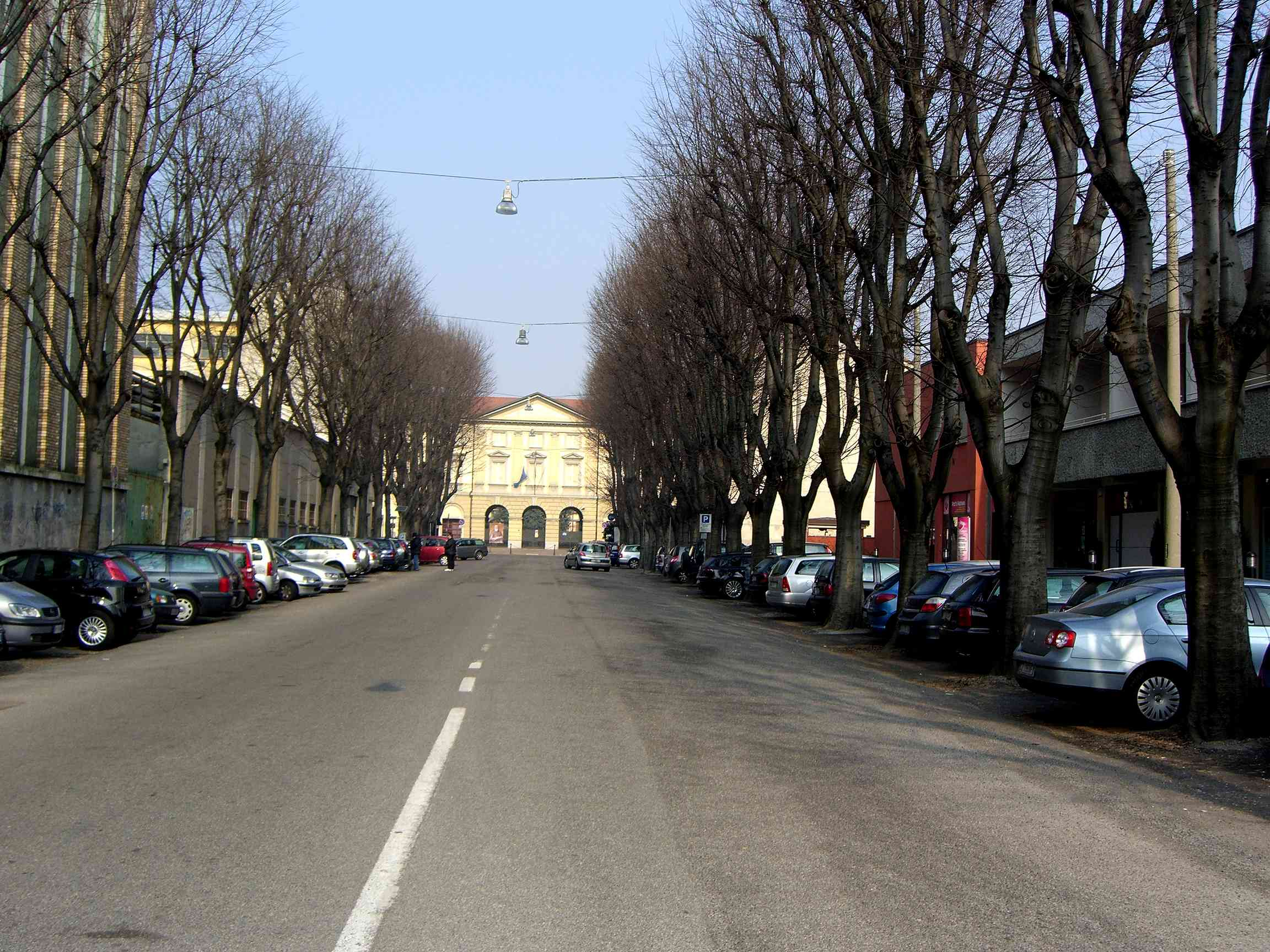
Veduta dell'ingresso dell'ex Ospedale Umberto I di Monza da via Umberto I, con il prospetto principale sullo sfondo.

L'Ospedale Umberto I di Monza, completato nel 1896, fu progettato secondo i principi dell'architettura ospedaliera tardo-ottocentesca, che privilegiava la separazione funzionale dei reparti e l'igiene preventiva. Il progetto fu affidato all'architetto Ercole Balossi Merlo, attivo a Milano e influenzato dal linguaggio neoclassico, come evidente nella sobria ma solenne facciata dell'edificio principale.
Il complesso occupava un'area di circa 20000 m² nella zona settentrionale di Monza, allora in piena espansione industriale e servita dalla ferrovia Milano-Chiasso. La pianta originaria prevedeva una struttura a padiglioni, disposti simmetricamente attorno a un corpo centrale destinato agli uffici e alla direzione sanitaria. Questa organizzazione rifletteva i principi dell'epoca in materia di separazione tra pazienti affetti da malattie infettive, chirurgiche e croniche.
Gli ambienti erano articolati su due piani principali, con ampie finestre per garantire l'aerazione naturale e l'illuminazione diretta, secondo i dettami dell'architettura igienista. Il corpo centrale ospitava i servizi generali, mentre i padiglioni laterali erano riservati alla degenza, alla chirurgia e alle specialità mediche.
Nel corso del XX secolo, la struttura fu progressivamente ampliata con l’aggiunta di nuovi corpi edilizi, tra cui il reparto di radiologia, un laboratorio analisi, una cappella interna e un poliambulatorio. Tuttavia, già dagli anni '70, l'ospedale mostrava segni di inadeguatezza strutturale e logistica rispetto alle esigenze della medicina moderna, fattori che contribuirono alla decisione di trasferire le funzioni al nuovo Ospedale San Gerardo.
Dopo la dismissione delle funzioni sanitarie, parte degli edifici storici sono stati oggetto di interventi conservativi e adattati a usi culturali, educativi e civici, mantenendo in parte l'impianto originario e la sua valenza storico-architettonica.

## Il nuovo ospedale

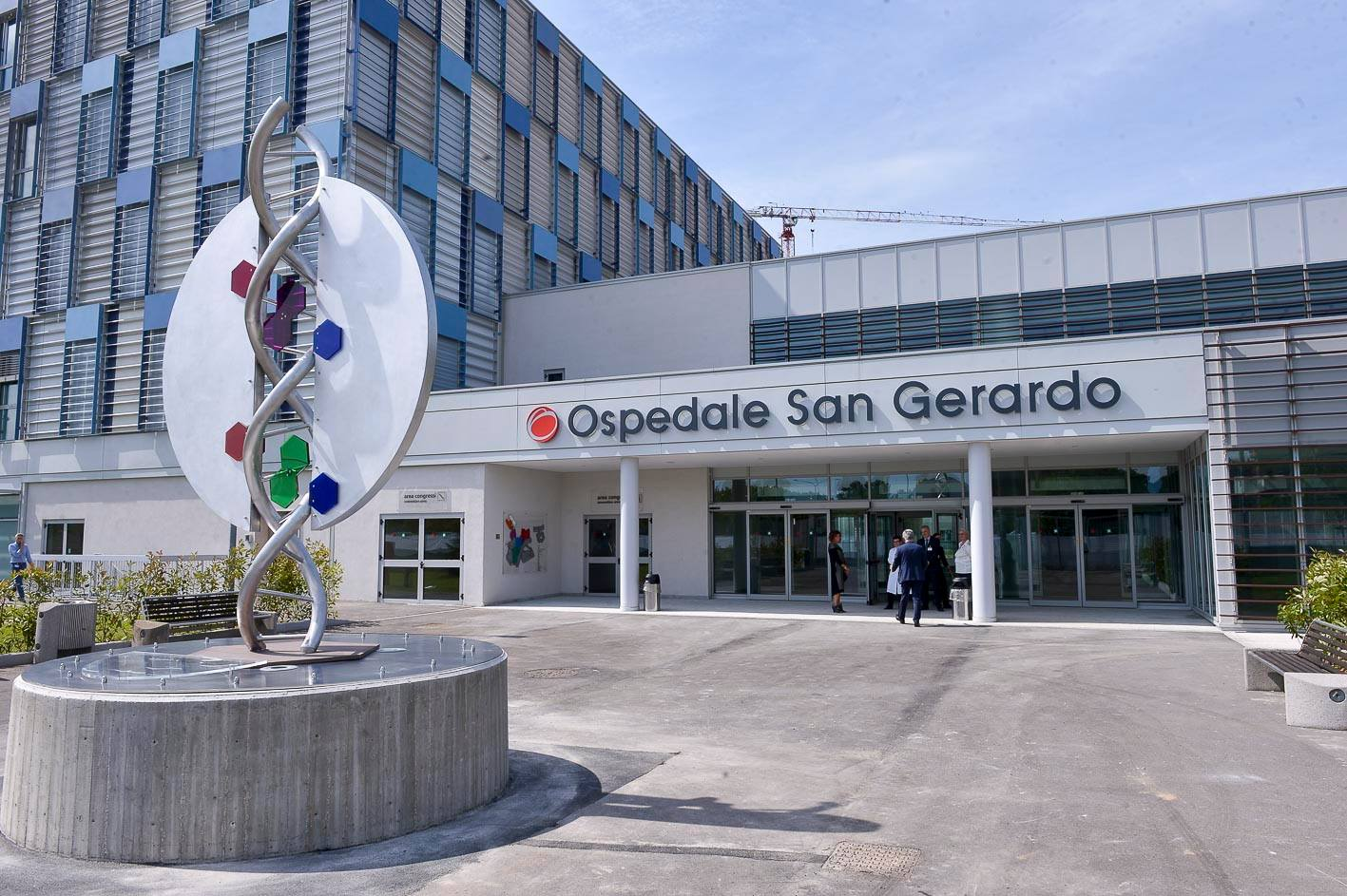
Ingresso dell'Ospedale San Gerardo nuovo di Monza

Il trasferimento delle funzioni dall'Ospedale Umberto I al nuovo Ospedale San Gerardo iniziò negli anni '80, in considerazione della progressiva obsolescenza della struttura originaria rispetto ai requisiti tecnici e funzionali richiesti dalle normative sanitarie moderne. La nuova sede, situata in via Pergolesi, fu progettata negli anni '60 dagli architetti Marino Marrazzi e Gianfranco Righini, con la posa della prima pietra avvenuta il 14 novembre 1964.
Nel 2022, il San Gerardo nuovo è stato riconosciuto ufficialmente come Istituto di Ricovero e Cura a Carattere Scientifico (IRCCS), rafforzando il suo ruolo di eccellenza nella ricerca medica, in particolare in ambiti come la pediatria, le malattie rare e l'oncoematologia.